# Yuji Rokutan
Yuji Rokutan (født 10. april 1987) er en japansk fodboldspiller, som spiller for den japanske fodboldklub Shimizu S-Pulse.